# Contea di Grand (Utah)
La contea di Grand, in inglese Grand County, è una contea dello Stato dello Utah, negli Stati Uniti. Il capoluogo è Moab.

## Geografia
Il territorio della contea si trova nella regione dell'Altopiano del Colorado ed è stato eroso da acqua e vento fino ad avere oggi diversi canyon. Il Green River costituisce il confine ovest, mentre il fiume Colorado scorre nell'angolo sud-est. Altri fiumi sono Little Colorado, San Juan, e Dirty Devil. Grazie all'erosione che ha creato diversi scenari, oggi nella contea si trovano diverse aree  protette, tra cui il parco nazionale degli Arches, il parco nazionale delle Canyonlands, il parco statale di Dead Horse Point e la foresta nazionale Manti-La Sal.

### Contee confinanti
- Contea di Uintah - nord
- Contea di Garfield (Colorado) - nord-est
- Contea di Mesa (Colorado) - est
- Contea di Montrose (Colorado) - sud-est
- Contea di San Juan - sud
- Contea di Emery - ovest
- Contea di Carbon - nord-ovest

## Storia
Prima dell'arrivo degli europei, i nativi abitavano l'area. La valle di Moab è patria degli Ute. I mormoni colonizzarono gran parte dello Utah nel XIX secolo. La contea fu creata nel 1890 de deve il suo nome al nome originario del fiume Colorado, Grand River.

## Comuni
Nella contea si trovano la city di Moab e la town di Castle Valley.